# Clarkeinda pedilia
Clarkeinda pedilia är en svampart som först beskrevs av Berk. & Broome, och fick sitt nu gällande namn av Carl Ernst Otto Kuntze 1891. Clarkeinda pedilia ingår i släktet Clarkeinda och familjen Agaricaceae.   Inga underarter finns listade i Catalogue of Life.